# Liste der Baudenkmale in Potsdam/Ohne
Dieser Teil der Liste beinhaltet die Denkmale in Potsdam, die ohne Straßenangabe in der Denkmalliste aufgenommen sind. Der Stand der Liste ist der 31. Dezember 2020.

## Legende
In den Spalten befinden sich folgende Informationen:
- ID-Nr.: Die Nummer wird vom Brandenburgischen Landesamt für Denkmalpflege vergeben. Ein Link hinter der Nummer führt zum Eintrag über das Denkmal in der Denkmaldatenbank. In dieser Spalte kann sich zusätzlich das Wort Wikidata befinden, der entsprechende Link führt zu Angaben zu diesem Denkmal bei Wikidata.
- Lage: die Adresse des Denkmales und die geographischen Koordinaten. Link zu einem Kartenansichtstool, um Koordinaten zu setzen. In der Kartenansicht sind Denkmale ohne Koordinaten mit einem roten beziehungsweise orangen Marker dargestellt und können in der Karte gesetzt werden. Denkmale ohne Bild sind mit einem blauen bzw. roten Marker gekennzeichnet, Denkmale mit Bild mit einem grünen beziehungsweise orangen Marker.
- Bezeichnung: Bezeichnung in den offiziellen Listen des Brandenburgischen Landesamtes für Denkmalpflege. Ein Link hinter der Bezeichnung führt zum Wikipedia-Artikel über das Denkmal.
- Beschreibung: die Beschreibung des Denkmales
- Bild: ein Bild des Denkmales und gegebenenfalls einen Link zu weiteren Fotos des Baudenkmals im Medienarchiv Wikimedia Commons

## Baudenkmale
| ID-Nr.   | Lage                                                    | Bezeichnung | Beschreibung | Bild                                                                  |
| -------- | ------------------------------------------------------- | --- | --- | --------------------------------------------------------------------- |
| 09157251 | Bornim (Lage)                                           | Elemente der ehemaligen Bornimer Feldflur (Alleen und Feldwege, Remisen und Holzungen, Acker- und Wiesenflächen, Hecken und Gräben), Potsdam – Nordraum | | BW                                                                    |
| 09156083 | Bornstedt (Lage)                                        | Bornstedter See mit Entwässerungsgraben und Teufelsgrabenbrücke                                                                                         | 1786 Anlage eines Entwässerungsgrabens (Teufelsgraben), der 1831 vom See bis zur heutigen Ribbeckstraße und bis 1891 weiter in östlicher Richtung bis zum Klausberg vollständig verrohrt wurde. 1843/44 Bau der Laufbrücke über den Teufelsgraben in der Form eines römischen Viadukts. Entwurf: Ludwig Persius. | Bornstedter See mit Entwässerungsgraben und Teufelsgrabenbrücke       |
| 09155823 | Brandenburger Vorstadt (ein Teil der Wegstrecke) (Lage) | Lindenallee westlich der Communs des Neuen Palais bis zur Stadtgrenze                                                                                   | 1769 Pflanzung einer zweireihigen, 700 Meter langen Lindenallee. 1879 Verlängerung auf zwei Kilometer und Neupflanzung zu einer vierreihigen Allee unter Hofgärtner Emil Sello. | Lindenallee westlich der Communs des Neuen Palais bis zur Stadtgrenze |